# Raorchestes coonoorensis
Raorchestes coonoorensis (Biju and Bossuyt, 2009) es una especie de anfibio anuro de la familia Rhacophoridae.

## Descripción
| Color                        | Marcas                                                      | Iris                                                                                                 | Periferia del iris | Esclerótico |
| Marrón claro o marrón rojizo | Con o sin bandas cóncavas oscuras, continuas o discontinuas | Marrón con tinte dorado, dividido horizontalmente en mitades superiores claras e inferiores oscuras. | Marrón negruzco    | Azul claro  |

## Distribución geográfica
Esta especie es endémica del distrito de Nilgiris en el estado de Tamil Nadu en la India en los Ghats occidentales. Habita entre los 1780 y 1850 m sobre el nivel del mar.

## Etimología
El nombre de la especie está compuesto de coonoor y del sufijo latino -ensis que significa "que vive, que habita", y  se le dio en referencia al lugar de su descubrimiento, Coonoor, un tehsil del distrito de Nilgiris.

## Publicación original
- Biju & Bossuyt, 2009: Systematics and phylogeny of Philautus Gistel, 1848 (Anura, Rhacophoridae) in the Western Ghats of India, with descriptions of 12 new species. Zoological Journal of the Linnean Society, vol. 155, p. 374-444.[6]